# Date A Live
Date A Live (japanisch デート・ア・ライブ Dēto A Raibu) ist eine japanische Light-Novel-Reihe von Kōshi Tachibana und illustriert von Tsunako. Das Werk wurde auch in mehreren Manga-, Anime-Serien, Anime-Kinofilm und Computerspielen adaptiert.

## Handlung
Vor dreißig Jahren wurden große Teile Eurasiens durch ein Raumbeben verwüstet, das 150 Millionen Leben kostete. Seither tauchen diese Raumbeben weltweit, wenn auch in weit kleinerem Maßstab, immer wieder auf und zerstören die Städte. Als der Schüler Shidō Itsuka bei einer Raumbeben-Evakuierung versucht, seine Schwester zu retten, die sich laut GPS in dem zu evakuierenden Gebiet befindet, trifft er in einem Krater ein seltsames Mädchen. Von seiner kleinen Schwester Kotori erfährt er, dass das Mädchen ein „Naturgeist“ (精霊, seirei) ist, und dass die Raumbeben ein Nebeneffekt sind, wenn diese in unsere Welt wechseln. Die Seirei selbst besitzen jeweils unterschiedliche Kräfte und Waffen, die „Engel“ (天使, tenshi) genannt werden (benannt nach mit dem Sephiroth assoziierten Erzengeln bzw. wenn die Seirei vor Zorn „invertieren“, nach ihren Gegenstücken der mit dem Qliphoth assoziierten Dämonen), sowie eine „göttlicher-Wille-Geistergewand“ (神威霊装) genannte Schutzkleidung, die je nach einem kabbalistischen Gottesnamen im Sephiroth benannt ist.
Kotori selbst ist die Kommandantin des hochentwickelten Luftschiffs Fraxinus der Organisation Ratatoskr, die auf friedlichem Wege versuchen will die Seirei unschädlich zu machen, wobei Shidō aus unbekannten Gründen die Fähigkeit besitzt, die Kräfte eines Seirei zu versiegeln, wenn er diesen küsst, und er nun dafür sorgen muss, dass die Seirei sich in ihn verlieben. Die Gegenspieler sind das Anti Spirit Team (AST) der japanischen Bodenselbstverteidigungsstreitkräfte, das versucht die Seirei mit Gewalt zu beseitigen, der über Leichen gehende Waffenhersteller Deus Ex Machina Industry (DEM), sowie ein mysteriöses Phantom genanntes Wesen, das für die Seirei verantwortlich zu sein scheint.

## Figuren

### Hauptfiguren
Shidō Itsuka (五河 士道, Itsuka Shidō)
Sprecher: Nobunaga Shimazaki
Shidō ist der Protagonist der Handlung. Er wurde als Kind ausgesetzt und später von der Itsuka-Familie adoptiert, was ein Grund ist warum er mit den Seirei helfen will. Er besitzt die Fähigkeit, mit einem Kuss die Kräfte eines Seirei in sich zu versiegeln, sofern dieser ihm genug vertraut oder ihn liebt. Gleichermaßen verliert dieser Effekt seine Wirkung, sofern das Verhältnis sich zwischen beiden bzw. sich der Geisteszustand des Seirei verschlechtert. Zudem erhält er durch Aufnahme der Kräfte selbst einen kleinen Teil der Fähigkeiten, was sich insbesondere darin äußert, dass bei schweren Verletzungen seine Wunden in Flammen gehüllt und phönixgleich geheilt werden, nachdem er vor Jahren Kotori versiegelte.
Die Überzeugung der Seirei erfolgt dabei, indem er sich mit diesen unterhält, während die Fraxinus den Geisteszustand der Seirei überwacht und deren Computer dann basierend darauf mehrere, wie bei einer Dating Sim bzw. Ren’ai-Adventure, mehr oder weniger sinnvolle Dialogvorschläge macht, über die die Fraxinus-Crew abstimmt und ihm dann mitteilt.
Tōka Yatogami (夜刀神 十香, Yatogami Tōka)
Sprecher: Marina Inoue
Tōka ist der erste Seirei, den Shidō trifft. Da sie selbst keine Erinnerung daran hatte, wer sie war oder, wie auch die anderen Seirei, warum sie auf der Erde erscheinen, erhielt sie am Tag ihres ersten Dates mit Shidō, einem 10. des Monats (tōka), von diesem ihren Vornamen, sowie später von Reine ihren Nachnamen, der wörtlich „Nachtschwertgott“ bedeutet. Sie ist dem 10. Aspekt, Malchuth („königliche Würde“), des Sephiroth zugeordnet, und ihr „Engel“ damit Sandalphon (鏖殺公, geschrieben: „Massakerfürst“), der die Form eines Langschwert, sowie eines Throns als Schwertscheide, hat, wechselt aber in Band 7, als sie von Zorn übermannt wird, zum 10. Qliphoth-Gegenaspekt zugeordneten Nahemah (暴虐公, geschrieben: „Gewaltfürst“), während ihr Gewand Adonai Melech (神威霊装・十番, geschrieben: „göttlicher-Wille-Geistergewand Nr. 10“, gelesen: „Herr und König“ – der 10. Name Gottes) heißt. Tōka hat lange, schwarze Haare und ein naives und leichtgläubiges Gemüt. Nach der Versiegelung ihrer Kräfte besucht sie Shidōs Schulklasse, um in seiner Nähe zu sein, wo sie Hund und Katze mit Origami ist.
Origami Tobiichi (鳶一 折紙, Tobiichi Origami)
Sprecher: Misuzu Togashi
Origami ist Shidōs Klassenkameradin. Sie ist sportlich, intelligent, hat weißes, kurzes Haar sowie eine ausdruckslose, fast schon apathische Miene. Im Gegensatz dazu steht ihr an Besessenheit grenzendes Verhalten Shidō gegenüber, von dem sie die kleinsten Details weiß, und als dieser sie bei ihr zu Hause besucht, bereitet sie Energydrinks für die „Nacht“ sowie Chloroform und Handstellen für den „Notfall“ vor. Nachdem fünf Jahre zuvor ihre Eltern durch einen Seirei umkamen, hegt sie einen Hass auf diese und trat daher dem Anti Spirit Team der japanischen Armee bei, zu dessen besten Mitgliedern sie gehört, wechselte in Band 9 zu DEM, da diese ihr größere Handlungsfreiheit und bessere Ausrüstung versprachen. Da auch dies nicht ausreichte, Tōka zu besiegen, geht sie schließlich in Band 10 einen Pakt mit dem Phantom ein, um selbst zu einem Seirei zu werden, reist dann mit Kurumis Hilfe in die Vergangenheit, um ihre Eltern zu retten, nur um ironischerweise selbst jener Seirei zu sein, der für deren Tod verantwortlich war. Sie ist dem 1. Aspekt, Kether („Krone“), des Sephiroth zugeordnet. Ihr „Engel“ ist Metatron (絶滅天使, geschrieben: „Auslöschungsengel“) in Form einer Krone, mit der sie Lichtmagie wirkt, und ihr Gewand Ehyeh (神威霊装・一番, gelesen: „ich bin“ – der 1. Name Gottes). In Band 11 invertiert sie zum Qliphoth-Gegenaspekt Thamiel und ihr „Engel“ zu Satan (救世魔王, geschrieben: „Erlösungsteufel“).
Kotori Itsuka (五河 琴里, Itsuka Kotori)
Sprecher: Ayana Taketatsu
Kotori ist die 13-jährige jüngere Stiefschwester von Shidō. Sie besitzt zwei Persönlichkeiten: einen „kleiner-Schwester-Modus“ (妹モード) genannten, in dem sie weiße Schleifen trägt und anhänglich und naiv ist, und wechselt dann bei schwarzen Schleifen in den „Kommandantenmodus“ (司令官モード), in dem sie eine spitze Zunge sowie leicht überhebliches, aber sehr kompetentes Verhalten an den Tag legt. Sie ist Kommandantin der Fraxinus, da sie vor fünf Jahren vom Phantom zu einem Seirei gemacht wurde. Sie ist dem 5. Aspekt, Gevurah („Macht“) bzw. Din („Gerechtigkeit“), zugeordnet mit Camael (灼爛殲鬼, geschrieben: „heiß brennender zerstörender Dämon“) als „Engel“, der in Form einer Hellebarde erscheint, mit dem sie über die Flammen gebietet, während sich ihr Kimono-Gewand Elohim Gibor (神威霊装・五番, gelesen: „Gott, der Allmächtige“ – der 5. Name Gottes) nennt.

### Seirei
Yoshino (四糸乃)
Sprecher: Iori Nomizu
Yoshino erscheint als kleines 10/11-jähriges Mädchen mit blauen Haaren. Sie ist sehr schüchtern und überlässt das Reden ihrer Handpuppe Yoshinon (よしのん), die eine eigene abgespaltene Persönlichkeit darstellt, die ihr ideales Selbst repräsentiert und emotionale Stütze ist. Sie ist dem 4. Aspekt, Chesed („Freundlichkeit, Liebe“), zugeordnet und ihr „Engel“ ist Zadkiel (氷結傀儡, geschrieben: „Gefrierungspuppe“) in Form einer großen, alles einfrierenden Hasenpuppe, wobei sie ihren Gegnern nie schaden will und sie daher rein defensiv einsetzt. Ihr regenmantelartiges Gewand heißt El (神威霊装・四番, gelesen: „Gott“ – der 4. Name Gottes).
Kurumi Tokisaki (時崎 狂三, Tokisaki Kurumi)
Sprecher: Asami Sanada

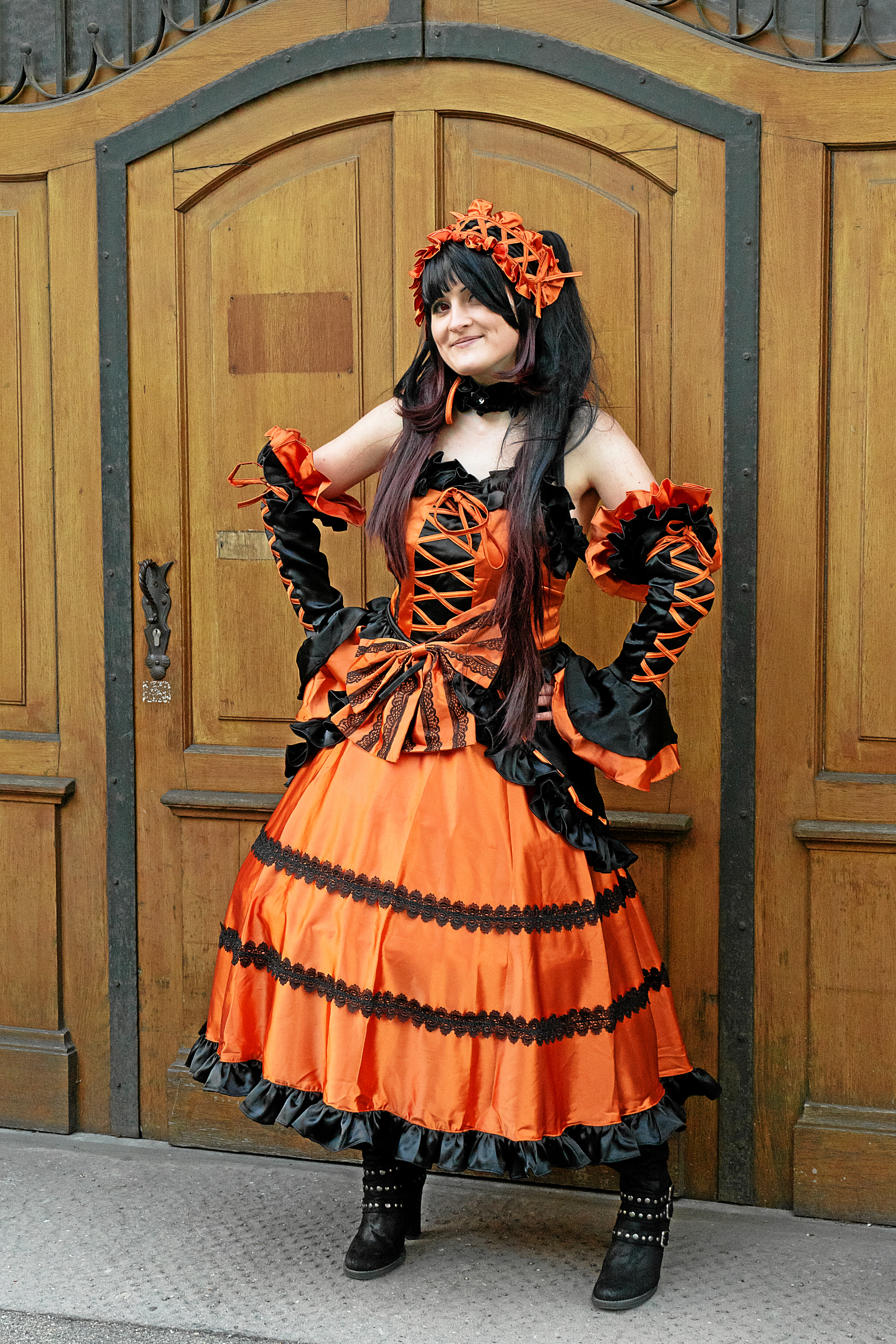
Kurumi-Cosplay

 Kurumi erscheint als 16-jähriges Mädchen in rot-schwarzer Gothic-Lolita-Kleidung, die sich Elohim (神威霊装・三番, gelesen: „Gott“ – der 3. Name Gottes) nennt, und ihr linkes von ihren Haaren verdecktes Auge ist ein Uhrenblatt, das anzeigt, wie viel Zeit und damit Magie sie noch hat. Im Gegensatz zu den anderen Seirei hat sie keine Probleme, sich in der Menschenwelt zurechtzufinden. Kurumi hat einen aggressiven, wenn auch verspielten Charakter, und eigenhändig bereits tausende von Menschen getötet, um deren Zeit zu nehmen, wenngleich sie dies auf „böse Menschen“ beschränkt, als sie beispielsweise vier Kinder erschoss, die eine Katze mit einem Luftgewehr quälten. Sie ist dem 3. mit dem linken Auge assoziierten Aspekt, Binah („Wille, Einsicht“), zugeordnet und ihr „Engel“ Zaphkiel (刻々帝, geschrieben: „Sekunde-für-Sekunde-Kaiser“) ist eine riesige Uhr mit Musketen als Uhrzeiger, mit denen sie zwölf verschiedene Kugeln unterschiedlicher Wirkung verschießen kann: Aleph zur Beschleunigung ihres Ziels, Beth zur Verlangsamung, Daleth um dessen Zeit zurückzudrehen, Zayin um dessen Zeit zu stoppen, Heth zur Wiederholung einer vergangenen Version, Yud um in dessen Vergangenheit zu schauen und Yud Beth um ihr Ziel in die Vergangenheit zu bringen. Heth nutzt sie dabei, um eine Vielzahl an Klonen von ihren früheren Selbsten zu erstellen, die sie die Arbeit machen lässt, genug Zeit/Energie heranzuschaffen, um mit Yud Beth 30 Jahre in die Vergangenheit zurückzugehen, den ersten Seirei zu töten und die folgenden Ereignisse zu verhindern. Kurumi ist die Einzige, bei der die Pläne der Fraxinus nicht funktionieren, wenngleich sie Gefallen an Shidō findet.
Kaguya Yamai (八舞 耶倶矢, Yamai Kaguya) und Yuzuru Yamai (八舞 夕弦, Yamai Yuzuru)
Sprecher: Maaya Uchida und Sarah Emi Bridcutt
Die ungleichen Zwillinge Kaguya und Yuzuru bilden zusammen den Seirei Yamai, der sich irgendwann aufspaltete, und haben beide orange Haare. Kaguya ist laut, redselig und neigt zu voreiligen Handlungen, während Yuzuru ruhig und ohne Betonungen spricht, wobei sie die Angewohnheit hat, ihren Sätzen ein einzelnes Wort voranzustellen, das diese zusammenfasst, und agiert als Vernunft des Paares. Beide wetteifern stets untereinander, wobei Shidō gelegen kam, dass der hundertste, alles entscheidende Wettkampf war, wer ihn zuerst verführen kann. Beide bilden den 8. Aspekt, Hod („Majestät; Donner“) mit dem „Engel“ Raphael (颶風騎士, geschrieben: „Orkanritter“), mit dem sie Blitz- und Windmagie wirken. Ihr Gewand im Shibari-Stil nennt sich Elohim Tzabaoth (神威霊装・八番, gelesen: „Gott der Heerscharen“ – der 8. Name Gottes).
Miku Izayoi (誘宵 美九, Izayoi Miku)
Sprecher: Minori Chihara
Miku ist ein attraktives und üppiges Mädchen, das mit 15 Jahren unter dem Namen Tsukino Yoimachi (宵待 月乃) ihr Debüt als Sängerin (Idol) hatte, deren Karriere jedoch endete als sie sich weigerte, mit einem Produzenten zu schlafen, aber entsprechende anders lautende Gerüchte aufkamen, was ihr psychisch so zu schaffen machte, dass sie schließlich ihre Stimme verlor (Aphonie). Ihre Zwangslage ausnutzend bot ihr das Phantom an, zu einem Seirei zu werden um ihre Stimme wieder zu erlangen, was sie annahm, um erneut eine Karriere als Sängerin zu starten. Aufgrund des Vorfalls mit dem Produzenten entwickelte sie einen Menschen- und insbesondere Männerhass und umgibt sich nur mit Mädchen, so dass Shidō sie als Mädchen verkleidet verführen musste. Miku ist dem 9. Aspekt, Jesod („Grundstein“), zugeordnet und ihre Waffe erscheint als Pfeifenorgel namens Gabriel (破軍歌姫, geschrieben: „zerreisende Kriegsliedprinzessin“), mit dem sie ihre Hörer hirnwaschen, verstärken oder angreifen kann. Ihr Gewand nennt sich Shaddai El Chai (神威霊装・九番, gelesen: „der allmächtige, lebende Gott“ – der 9. Name Gottes).
Natsumi (七罪)
Natsumi erscheint anfangs als 20-jährige junge Frau mit Idealmaßen, allerdings ist sie tatsächlich ein kränklich aussehendes Mädchen mit einem Minderwertigkeitskomplex. Als sie denkt, dass Shidō hinter ihr Geheimnis gekommen ist, bedroht sie ihn, und führt die Freundlichkeit der anderen Seirei auf Hintergedanken zurück, bis sie schließlich von deren Aktionen doch überzeugt wird und Shidō sie versiegeln lässt. Als siebten Aspekt des Sephiroth, Nezach („Ewigkeit“), ist ihr „Engel“ Haniel (贋造魔女, geschrieben: „Fälschungshexe“), der als Besen erscheint und mit dem sie die Gestalt von Personen und Dingen beliebig verändern kann, während ihr Gewand mit Hexenhut sich Adonai Tzabaoth (神威霊装・七番, gelesen: „Herr der Heerscharen“ – der 7. Name Gottes) nennt.
Phantom (ファントム, Fantomu)
Das Phantom ist eine mysteriöse Frau, von der unklar ist, ob sie Mensch oder Seirei ist, und die ihr Aussehen und ihre Stimme hinter einem Rauschen versteckt. Sie kann Menschen zu Seirei machen, sowie die Gedanken anderer lesen und verändern, was der Grund dafür ist, das Kotori und Shidō sich nicht an die genauen Ereignisse von vor fünf Jahren erinnern können.

### Sonstige
Reine Murasame (村雨 令音, Murasame Reine)
Sprecher: Aya Endō
Reine ist die Analystin der Fraxinus und eine junge Frau mit dicken Augenringen, die von sich behauptet, seit 30 Jahren nicht ordentlich geschlafen zu haben. Sie sorgt dafür, dass Tōka und die Yamai-Schwestern an Shidōs Schule kommen und lässt sich auch selbst als Lehrerin dorthin versetzen.
Kyōhei Kannazuki (神無月 恭平, Kannazuki Kyōhei)
Sprecher: Takehito Koyasu
Kyōhei Kannazuki ist der stellvertretende Kommandant der Fraxinus, der bei den Dating-Dialogen, über die die Crewmitglieder abstimmen, stets die unpassendste und anzüglichste Variante auswählt, weswegen er von Kotori öfters physisch gemaßregelt wird, was er als Masochist wiederum genießt. Seine Hoffnungslosigkeit diesbezüglich wird allerdings durch seine Qualitäten im Kampf wettgemacht.
Ryōko Kusakabe (日下部 燎子, Kusakabe Ryōko)
Sprecher: Ao Takahashi
Ryōko Kusakabe ist die Kommandantin der lokalen AST-Einheit, der Origami untersteht. Dafür verwenden die AST-Mitglieder Combat Realizer Unit (戦術顕現装置搭載ユニット, kurz: CR-Unit) genannte Kampfanzüge. Diese nutzen Realizer (顕現装置, geschrieben: „Manifestationsapparat“), mit dem die Naturgesetze verändert und damit Magie gewirkt werden kann, was verwendet wird um von Seirei zerstörte Orte binnen kürzester Zeit wieder aufzubauen, oder bei den CR-Units um die körperlichen Fähigkeiten eines Menschen enorm zu verbessern, was jedoch besondere Anforderungen an Körper und Geist stellt.
Mana Takamiya (崇宮 真那, Takamiya Mana)
Sprecher: Misato
Mana Takamiya arbeitet für DEM, und wurde in Kusakabes Einheit versetzt. Sie gilt als eine der besten CR-Unit-Nutzer, vor allem wegen der medizinischen Prozeduren, die ihr DEM gab um ihre Fähigkeiten zu verbessern. Als sie erfährt, dass sie dadurch allerdings nur noch 10 Jahre zu leben hat, verlässt sie DEM und wechselt zur konkurrierenden Organisation Ratatoskr bzw. Fraxinus. Mana ist die biologische jüngere Schwester von Shidō, hat allerdings keine Erinnerungen mehr an ihn und kennt ihn nur aus einem Foto, das sie immer mit sich herumträgt.
Sir Isaac Ray Pelham Westcott (サー・アイザック・レイ・ペラム・ウェストコット, Sā Aizakku Rei Peramu Uesutokotto)
Sprecher: Ryōtarō Okiayu
Sir Westcott ist der Gründer und Vorstandsvorsitzende vom DEM Industry, das die Realizer vor 30 Jahren entwickelte und alleiniger Lieferant für Armeen und Polizeien weltweit ist, und daher enormen Einfluss auf diese hat, wobei sie die stärksten Realizer für sich einbehalten. Obwohl wie ein Mann in seinen Dreißigern aussehend, ist er weitaus älter und nutzt medizinische Realizer zur Verjüngung. Für seine Pläne geht er zudem über Leichen, was schließlich den früheren Unternehmensmitgründer Elliot Baldwin Woodman dazu bewog, Ratatoskr zu gründen, um die Seirei zu retten.
Ellen Mira Mathers (エレン・ミラ・メイザース, Eren Mira Meizāsu)
Sprecher: Shizuka Itō
Ellen Mira Mathers ist Westcotts rechte Hand und verantwortlich dafür, dessen Anweisungen umzusetzen, zumal sie die weltweit stärkste CR-Unit-Nutzerin ist.

## Veröffentlichung
Die Light-Novel-Reihe wird von Kōshi Tachibana geschrieben und dessen zweites Werk nach Sōkyū no Karma, wobei beide zwischen 2011 und 2012 parallel erschienen. Die Illustrationen stammen von Tsunako, der als Character Designer der Spielereihe Hyperdimension Neptunia bekannt ist. Die Reihe wird von Fujimi Shobō verlegt, das seit Oktober 2013 ein Imprint von Kadokawa ist. Es wurde bekanntgegeben, dass die Hauptreihe mit dem Erscheinen des 22. Bandes am 19. März 2020 enden wird. Seit dem 19. März 2011 erschienen 22 Romanbände:
1. Tōka Dead End (十香デッドエンド, Tōka Deddo Endo), 19. März 2011, ISBN 978-4-04-071045-7
2. Yoshino Puppet (四糸乃パペット, Yoshino Papetto), 20. August 2011, ISBN 978-4-04-071046-4
3. Kurumi Killer (狂三キラー, Kurumi Kirā), 19. November 2011, ISBN 978-4-04-071050-1
4. Itsuka Sister (五河シスター, Itsuka Shisutā), 17. März 2012, ISBN 978-4-04-071047-1
5. Yamai Tempest (八舞テンペスト, Yamai Tempesuto), 17. August 2012, ISBN 978-4-04-071048-8
6. Miku Lily (美九リリィ, Miku Ririi), 20. Dezember 2012, ISBN 978-4-04-071049-5 (normal)
  - 13. Dezember 2012, ISBN 978-4-8291-7710-5 (limitiert)
7. Miku Truth (美九トゥルース, Miku Turūsu), 19. März 2013, ISBN 978-4-04-071030-3
8. Natsumi Search (七罪サーチ, Natsumi Sāchi), 20. September 2013, ISBN 978-4-04-071044-0
9. Natsumi Change (七罪チェンジ, Natsumi Chenji), 20. Dezember 2013, ISBN 978-4-04-712974-0 (normal)
  - 6. Dezember 2013, ISBN 978-4-04-712937-5 (limitiert mit Blu-ray)
10. Tobiichi Angel (鳶一エンジェル, Tobiichi Enjeru), 20. März 2014, ISBN 978-4-04-070066-3
11. Tobiichi Devil (鳶一デビル, Tobiichi Debiru), 20. September 2014, ISBN 978-4-04-070143-1
12. Itsuka Disaster (五河ディザスター, Itsuka Dizasutā), 20. Juni 2015, ISBN 978-4-04-070151-6
13. Nia Creation (二亜クリエイション, Nia Kurieishon), 20. Oktober 2015, ISBN 978-4-04-070694-8
14. Mukuro Planet (六喰プラネット, Mukuro Puranetto), 19. März 2016, ISBN 978-4-04-070695-5
15. Mukuro Family (六喰ファミリー, Mukuro Famirī), 17. September 2016, ISBN 978-4-04-070927-7
16. Kurumi Refrain (狂三リフレイン, Kurumi Rifurein), 18. März 2017, ISBN 978-4-04-070928-4
17. Kurumi Ragnarok (狂三ラグナロク, Kurumi Ragunaroku), 19. August 2017, ISBN 978-4-04-070929-1
18. Mio Game Over (狂三ラグナロク, Mio Gēmuōbā), 20. März 2018, ISBN 978-4-04-072565-9
19. Mio True End (狂三ラグナロク, Mio Tourū Endo), 18. August 2018, ISBN 978-4-04-072821-6
20. Tohka World (狂三ラグナロク, Tōka Wārudo), 20. März 2019, ISBN 978-4-04-072822-3
21. Tohka Good End First Half (狂三ラグナロク, Tōka Guddo Endo Ue), 19. Oktober 2019, ISBN 978-4-04-073267-1
22. Tohka Good End Second Half (十香グッドエンド 下, Tōka Guddo Endo Shita), 19. März 2020, ISBN 978-4-04-073581-8

Im Dragon Magazine, sowie zu anderen Gelegenheiten erschienen weitere Kurzgeschichten, die auch in bisher acht Kurzgeschichtenbänden namens Date A Live: Encore (デート・ア・ライブ アンコール) zusammengefasst wurden:
1. 18. Mai 2013, ISBN 978-4-04-071007-5
2. 20. Mai 2014, ISBN 978-4-04-070116-5
3. 20. Dezember 2014, ISBN 978-4-04-070149-3 (normal), ISBN 978-4-04-070083-0 (limitiert mit Blu-ray)
4. 20. August 2015, ISBN 978-4-04-070696-2
5. 20. Mai 2016, ISBN 978-4-04-070926-0
6. 20. Dezember 2016, ISBN 978-4-04-072092-0
7. 20. Dezember 2017, ISBN 978-4-04-072564-2
8. 20. Oktober 2018, ISBN 978-4-04-072943-5
9. 20. Juli 2019, ISBN 978-4-04-073269-5

Eine weitere Kurzgeschichte erschien zudem im Fantasia Bunko 25-shūnen Anniversary Book vom 19. März 2013 (ISBN 978-4-8291-3868-7), das zudem auch Tōka auf dem Cover zeigte.

## Adaptionen

### Manga
Die Romanreihe wurde in mehreren Manga-Serien adaptiert.
Die erste wurde von Ringo gezeichnet und erschien ab dem 26. April (Ausgabe 6/2012) 2012 in Kadokawa Shotens Manga-Magazin Shōnen Ace, bis Ringo aus gesundheitlichen Gründen diese zum 26. Dezember 2012 (Ausgabe 2/2013) abbrechen musste. Die Kapitel wurden in einem Sammelband (Tankōbon) zusammengefasst.
Am 26. November 2013 (Ausgabe 1/2014) startete dafür im selben Magazin eine weitere Reihe, die diesmal von Sekihiko Inui gezeichnet wurde, bis zum 26. Oktober 2014 (Ausgabe 12/2014) lief und es auf drei Sammelbände brachte.
Von Kakashi Oniyazu stammt der Ableger Date AST Like (デート・ア・ストライク, Dēto A Sutoraiku), der die Handlung aus dem Blickwinkel von AST, insbesondere Origami Tobiichi und deren Untergebenen Mikie Okamine darstellt. Dieser wurde von Fujimi Shobō verlegt und erschien abwechselnd im Magazin Dragon Age vom 9. März 2012 (Ausgabe 4/2012) bis 9. Dezember 2013 (Ausgabe 1/2014) und im Schwesterheft Age Premium vom 14. März 2013 (Ausgabe 4/2013) bis 13. November 2013 (Ausgabe 12/2014). Die Kapitel wurden auch in vier Sammelbänden gebündelt.
Die Dragon Age veröffentlichte daneben zwischen dem 9. Januar (2/2014) und 9. Juni 2014 (7/2014) einen Band Date A Party (デート・ア・パーティー, Dēto A Pātī), in dem das Alltagsleben von Shidō und den anderen dargestellt wird.
Der dritte und letzte Ableger ist Date A Origami (デイト・ア・オリガミ, Dēto A Origami) von Maya Mizuki und stellt eine Parodie der Romanhandlung im Comic-Strip-Format (Yonkoma) dar. Das Werk wird seit dem 20. November 2011 in der Dragon Age veröffentlicht, sowie seit dem 9. April 2012 auch in der Age Premium, und brachte es bisher (Stand: August 2016) auf einen Band.

### Anime

#### Fernsehserie
- → Hauptartikel: Date A Live (Anime)

Fujimi Shobō ließ den Roman zum 40-jährigen Verlagsjubiläum durch das Studio AIC Plus+ als Anime-Serie adaptieren. Regie führte Keitarō Motonaga, während Satoshi Ishino das Character Design anpasste. Die 12 Folgen der Serie decken die ersten 4 Romanbände ab und liefen vom 6. April bis 22. Juni 2013 nach Mitternacht (und damit am vorigen Fernsehtag) auf Tokyo MX, sowie mit einem Versatz von knapp einer Woche auch auf AT-X, TV Saitama, Chiba TV, TV Kanagawa, Sun TV, TVQ Kyūshū, TwellV, Gifu Hōsō und Mie TV.
Eine 13. Folge war dem 9. Romanband vom 6. Dezember 2013 beigelegt. Die Serie wurde zwischen dem 28. Juni und dem 29. November 2013 auch auf sechs DVDs und Blu-rays veröffentlicht.
Ein Jahr später startete die Fortsetzung Date A Live II, wobei das Animationsstudio zu Production IMS wechselte und ein Teil des Stabs, darunter der Regisseur, gleich blieben. Diese zehn Folgen entsprechen den Romanbänden 5 bis 7 und hatten ihre Premiere vom 12. April bis 14. Juni 2014 auf TV Tokyo, sowie mit Versatz auch auf BS11, AT-X, TV Saitama, Chiba TV, TV Kanagawa, Sun TV, TVQ Kyūshū, Gifu Hōsō und Mie TV.
Dem dritten Kurzgeschichtenband vom 20. Dezember 2014 war eine weitere 11. Folge beigelegt. Die DVD/-Blu-ray-Veröffentlichung erfolgte vom 27. Juni bis 31. Oktober 2014 auf fünf Discs.
Im Herbst 2017 wurde eine weitere Staffel angekündigt. Diese wurde vom 11. Januar bis 29. März 2019 ausgestrahlt.
In den USA wurden die Serien von Funimation lizenziert, die beide auch während der japanischen Ausstrahlung mit englischen Untertiteln streamten, die zweite auch als Simulcast.
Im deutschsprachigen Raum wurden die Animeserien von Animoon Publishing lizenziert und auf ProSieben Maxx im Abendprogramm ausgestrahlt. Die erste Serie wurde vom 19. April bis 28. Juni 2019 ausgestrahlt, Date A Live II wird seit dem 27. August 2019 ausgestrahlt.
Am 23. September 2019 wurden zwei Anime-Projekte, darunter eine Anime-Adaption der Light-Novel-Spin-off-Serie Date A Live Fragment: Date A Bullet, angekündigt. Bei dem zweiten Projekt handelt es sich um die Produktion der vierten Staffel, welche die Bände 13 bis 15 der Light-Novel-Hauptreihe abdeckt. Dieses Projekt wurde am 16. März 2020 offiziell bestätigt.

### Synchronisation
Die deutsche Synchronisation entsteht im Oxygen Sound Studios in Berlin. Susanne Schwab schrieb für die erste Staffel die Dialogbücher und führte die Dialogregie. In der zweiten Staffel übernahmen Philip Gaube und Birte Baumgardt.
| Rolle              | Japanische Stimme (Seiyū) | Deutscher Sprecher |
| ------------------ | ------------------------- | ------------------ |
| Shidō Itsuka       | Nobunaga Shimazaki        | Marco Eßer         |
| Tōka Yatogami      | Marina Inoue              | Anna Gamburg       |
| Origami Tobiichi   | Misuzu Togashi            | Melinda Rachfahl   |
| Kotori Itsuka      | Ayana Taketatsu           | Josephine Schmidt  |
| Dr. Reine Murasame | Aya Endō                  | Alice Bauer        |
| Kyōhei Kannazuki   | Takehito Koyasu           | Adam Nümm          |
| Yoshino            | Iori Nomizu               | Jodie Blank        |
| Kurumi Tokisaki    | Asami Sanada              | Esra Vural         |
| Mana Takamiya      | Misato                    | Laura Elßel        |
| Ryouko Kusakabe    | Ao Takahashi              | Laurine Betz       |
| Mai Hazakura       | Kayoko Tsumita            | Anja Rybiczka      |
| Ai Yamabuki        | Risako Murai              | Maria Burghardt    |
| Mii Fujibakama     | Midori Tsukimiya          | Henrike von Kuick  |
| Hiroto Tonomachi   | Anri Katsu                | Oliver Bender      |
| Kaguya Yamai       | Maaya Uchida              | Sarah Tkotsch      |
| Yuzuru Yamai       | Sarah Emi Bridcutt        | Soraya Richter     |
| Miku Izayoi        | Minori Chihara            | Lisa May-Mitsching |
| Rinne Sonogami     | Kana Hanazawa             | Marcia von Rebay   |
| Rio Sonogami       | Ayane Sakura              | Rieke Werner       |

#### Kinofilm
Am Ende der zweiten Serie wurde ein Kinofilm angekündigt, der am 22. August 2015 unter dem Titel Gekijōban Date A Live: Mayuri Judgement (劇場版デート・ア・ライブ 万由里ジャッジメント) in den japanischen Kinos aufgeführt wurde. Dieser enthält eine eigene von Kōshi Tachibana entworfene Handlung.

#### Musik
Der Soundtrack zur Serie stammt von Gō Sakabe und erschien auf sechs CDs: Date A Music: First Half am 5. Juni 2013 mit 28 Titeln, Date A Music: Second Half am 26. Juni 2013 mit 26 Titeln und Date A Music: Extension mit 20 Titeln – von denen die meisten allerdings zum Spiel Date A Live: Rinne Utopia gehören – am 7. August 2013 für die erste Serie, sowie für die zweite Serie Date A “Extreme” Music, Date A “Impressive” Music mit je 20 Titeln am 23. Juli 2014 und Date A “Happy” Music am 20. August 2014 mit 28 Titeln.
Die erste Serie verwendete als Vorspanntitel Date A Live gesungen von sweet ARMS, einer Gruppe der Synchronsprecherinnen Iori Nomizu, Misuzu Togashi, Kaori Sadobara und Misato, die anlässlich des Anime Upotte!! gegründet wurde, aber die auch jeweils Rollen in Date A Live sprachen. Die Single vom 20. Mai 2013 verfehlte mit Platz 11 knapp den Eintritt in die Top 10 der Oricon-Charts. Als Abspann wurden verwendet für die Folge 1 und 13 Hatsukoi Winding Road gesungen von Risako Murai, Kayako Tsumita und Midori Tsukimiya, die die Rollen der Schülerinnen Ai, Mai, Mii sprachen; für die Folgen 3, 7, 9 und 11 Save My Heart, für Folge 5 Strawberry Rain (ストロベリーレイン, Sutoroberī Rein) und für die geraden Folgen Save The World, jeweils mit Iori Nomizu als Sängerin. Die Maxi-Single vom 20. Mai 2013 für diese erreichte Platz 28. Daneben kamen in Folge 3 mit Tsubomi ga Hiraku Toki (蕾がひらくとき) von Marina Inoue, Folge 8 mit 16bit Girl (16bitガール) von Asami Sanada und Folge 11 mit Koi no EveryDay HappyDay (恋のEveryDay☆HappyDay) von Ayana Taketatsu weitere Gesangsstücke vor, die in der jeweiligen Rolle gesungen wurden.
Die zweite Serie nutzte als Vorspanntitel Trust in you von sweet ARMS, sowie im Abspann Day to Story gesungen von Kaori Sadobara. Die am 19. Mai 2014 veröffentlichten Singles stiegen auf Platz 17 bzw. 26 ein. In Folge 6 und 7 kamen zudem noch monochrome und in Folge 10 My Treasure, jeweils gesungen von Minori Chihara in ihrer Rolle als Miku.
Das Titellied Invisible Date des Kinofilms wurde ebenfalls von sweet ARMS gesungen.

### Computerspiele
Zu Date A Live erschienen drei Konsolenspiele. Date A Live: Rinne Utopia (デート・ア・ライブ 凛祢ユートピア, ~: Rinne Yūtopia) kam am 27. Juni 2013 in den japanischen Handel. Dieses wurde von Compile Heart für die PlayStation 3 entwickelt und von Idea Factory verlegt. Es enthält eine neue Handlung, die zwischen dem vierten und fünften Romanband angesiedelt ist, mit der Figur Rinne Sonogami (園神 凜祢) – gesprochen von Kana Hanazawa – als weiblicher Protagonistin.
Der Nachfolger Date A Live: Ars Install (デート・ア・ライブ 或守インストール, ~: Arusu Insutōru) vom selben Entwickler und ebenfalls für die PS3 erschien am 26. Juni 2014 und hat ebenfalls mit Maria Arusu (或守 鞠亜) – gesprochen von Suzuko Mimori – eine neue weibliche Protagonistin, die erobert werden muss. Bei beiden Spielen war Kōshi Tachibana an der Entwicklung der Handlung beteiligt.
Für den 20. Juli 2015 wurde ein drittes Spiel namens Date A Live Twin Edition: Rio Reincarnation (デート・ア・ライブ Twin Edition 凜緒リンカーネイション, ~: Rio Rinkāneishon) für die PS Vita angekündigt. Dieses kombiniert beide vorher genannte Spiele und fügt mit Rio Reincarnation ein weiteres Kapitel mit abermals einer neuen Figur namens Rio (凜緒) – gesprochen von Ayane Sakura – hinzu.
Im Januar 2019 hat Compile Heart einen neuen Titel für die Serie namens Date A Live: Ren Dystopia (デート・ア・ライブ蓮ディストピア, ~: Ren Disutopia) für die PlayStation 4 angekündigt. Ursprünglich wurde es für eine Veröffentlichung im Sommer 2019 geplant, später jedoch auf 2020 verschoben.
Im Juli 2019 hat Idea Factory International, Inc. die bisher veröffentlichten Spiele unter dem Namen Date A Live: Rio Reincarnation (デート・ア・ライブ 凜緒リンカーネイション HD, ~: Rio Rinkāneishon HD) für PlayStation 4 und PC via Steam neuveröffentlicht.